# Малайская тупайя
Малайская тупайя (лат. Tupaia belangeri) — вид млекопитающих из семейства тупайевых. Видовое название дано в честь французского ботаника Шарля Полюса Беланже (1805—1881). Обитает в тропических лесах Юго-Восточной Азии. Продолжительность жизни составляет 11 лет.

## Описание
Небольшое животное весом примерно 100—160 грамм, длина тела составляет от 12,5 до 18 сантиметров, хвост длинный около 14 сантиметров. Имеет тонкие очертания туловища, большие чёрные глаза.

## Питание
Малайская тупайя — животное всеядное. Питается всем от фруктов и семян до беспозвоночных и мелких позвоночных. В поиске пищи прежде всего ориентируются на то как выглядит и пахнет его добыча.

## Брачный период
Самка вынашивает детеныша от 45 до 55 дней. Потомство рождается голым и весом около 14 грамм. Грудью детеныша кормят лишь один раз в день. Прожив месяц с родителями уходят из дома, начиная свою собственную жизнь. Половая зрелость наступает в 2 месяца после рождения.